# جون سميث هولينز
جون سميث هولينز هو سياسي أمريكي، ولد في 1786، وتوفي في 1856. انتخب عمدة بالتيمور ‏.